# Annapolis River
Annapolis River är ett vattendrag i Kanada.   Det ligger i provinsen Nova Scotia, i den sydöstra delen av landet, 800 km öster om huvudstaden Ottawa.
I omgivningarna runt Annapolis River växer i huvudsak blandskog. Runt Annapolis River är det glesbefolkat, med 11 invånare per kvadratkilometer.